# Juri Wjatscheslawowitsch Afonin

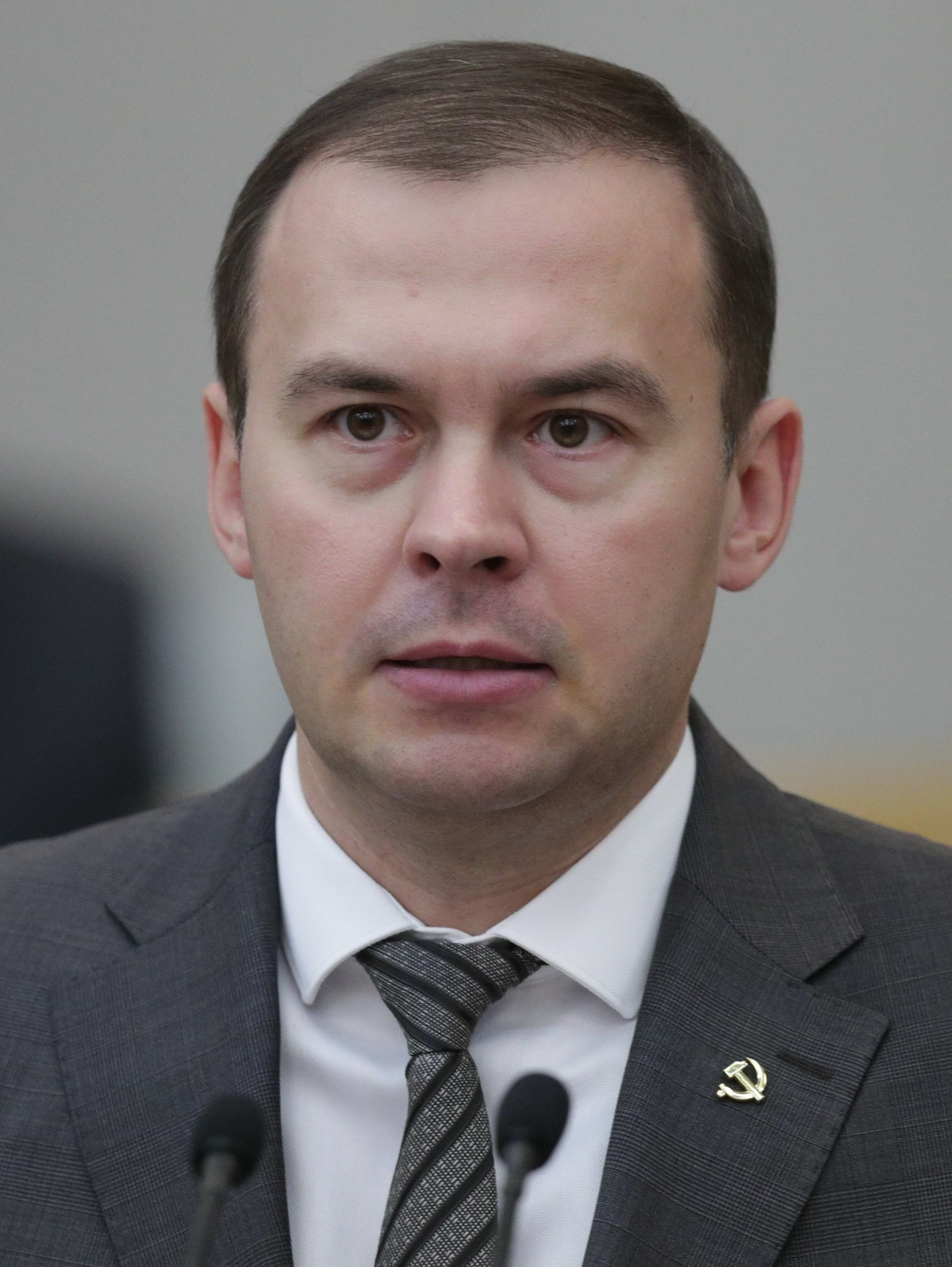
J. W. Afonin (2019)

Juri Wjatscheslawowitsch Afonin  (russisch Юрий Вячеславович Афонин, Transliteration Juriy Vjačeslavovič Afonin; * 22. März 1977 in Tula) ist ein russischer Politiker (KPRF) und seit 2007 Abgeordneter der Duma der Russischen Föderation.

## Leben

### Ausbildung
Afonin schloss 1999 sein Studium an der Historischen Fakultät der Universität Tula ab. Sieben Jahre später (2006) schloss er die Russische Akademie für Volkswirtschaft und Öffentlichen Dienst beim Präsidenten der Russischen Föderation mit einer Spezialisierung in Jura ab.

### Berufliche Laufbahn
Nach dem Ende seines Studiums arbeitete er als Spezialist für Ökonomie für die Stadt und den Rajon Schtschokino in der Oblast Tula. Mit dem Beginn seiner hauptberuflichen Tätigkeit als Politiker 2000 endete diese Anstellung.

### Politische Tätigkeit
Bereits als Student setzte er sich aufseiten der kommunistischen Bewegung der Russischen Föderation ein. So war er an der Wiederaufrichtung der Oblast-Organisation (entspricht in etwa einer Landes- oder Bezirksorganisation) Tula des Komsomol (Jugendorganisation der KPRF) beteiligt und trat 1998 der KPRF bei.
2000 wurde er mit nur 23 Jahren Abgeordneter der Duma der Oblast Tula. 2004 wurde er wiedergewählt und stieg zum Fraktionsvorsitzenden der dortigen Fraktion der KPRF auf und wurde zudem stellvertretender Vorsitzender des Ausschusses für Wissenschaft, Bildung, Kultur, Jugendpolitik als auch Breiten- und Profisport.
2007 wurde er als Kandidat der KPRF über deren Liste für die Republik Baschkortostan in die staatliche Duma der Russischen Föderation, das oberste russische Parlament, gewählt. Dort arbeitete er zunächst im Komitee (Ausschuss) für Fragen der Jugendpolitik. 2011 wurde er als einer der Kandidaten der föderationsweiten Liste der KPRF wiedergewählt. Er übernahm nach dieser Wahl den stellvertretenden Vorsitz des Komitees für Fragen des Breiten- und Profisports und der Jugendpolitik. 2016 wurde er erneut über die föderationsweite Liste der KPRF in die Staatsduma der Russischen Föderation gewählt, wechselte jedoch als erster stellvertretender Vorsitzender in das Komitee für Fragen der natürlichen Ressourcen, des Eigentums und des ländlichen Lebens.
Neben diesen politischen Funktionen auf staatlicher und regionaler Ebene ist er seit 2004 Mitglied des Zentralkomitees (ZK) der KPRF, seit 2013 Mitglied von dessen Präsidium und seit 2021 Erster stellvertretender Vorsitzender des ZK der KPRF.
Von 2004 bis 2013 war Afonin ZK-Sekretär für Jugendfragen und zudem von 2004 bis 2013 Vorsitzender des Komsomol. Von 2013 bis 2017 war er ZK-Sekretär für Organisationsfragen. Anschließend daran wurde er 2017 zu einem der stellvertretenden Vorsitzenden der KPRF gewählt.
Nach dem russischen Überfall auf die Ukraine wurde Afonin im Februar 2022 auf die Sanktionsliste der EU gesetzt.

### Privatleben
Afonin ist verheiratet und Vater eines Sohnes.